# Resentimental
Resentimental es una película de drama romántico argentina de 2016 dirigida por Leonardo Damario. Narra la historia de una pareja del ambiente artístico que inician una relación amorosa clandestina con otras personas. Está protagonizada por Alejandro Awada, Brenda Gandini, Lucila Polak, Belén Chavanne, Fabiana Garcia Lago y Adriano Giannini. La película se estrenó el 27 de octubre de 2016 en las salas de los cines de Argentina.

## Sinopsis
Cuenta la historia de Eva, una directora de cine que se encuentra hace años en pareja con Sofía, una modelo que busca abrirse camino en la actuación. Sin embargo, en el medio de un nuevo proyecto cinematográfico, Sofía comienza a escondidas un romance con Andrés, un hombre mayor que ella, mientras que Eva hace lo mismo con Elena, una de las actrices de la película que dirige.

## Elenco
- Alejandro Awada como Andrés Carpatti
- Brenda Gandini como Sofía Martínez
- Lucila Polak como Eva
- Belén Chavanne como Elena Díaz
- Fabiana García Lago como Alicia
- Adriano Giannini como Papá de Eva
- Diego Ramos como León
- Edda Bustamante como Maestra de meditación
- Juan Cruz Bordeu como Juan
- María José Illanes como Gloria
- Chloé Bello como Eva (joven)

## Recepción

### Comentarios de la crítica
La película recibió críticas mixtas por parte de los expertos. Gaspar Zimerman de Clarín expresó que la cinta es «vertiginosa, alocada y por momentos confusa»; y por otra parte «está cargada de frases artificiales que le quitan toda credibilidad» y que «las actuaciones son flojas». Adolfo C. Martínez de La Nación mencionó que «el director Leo Damario logró, sobre la base de un guion bien estructurado imponer soltura a estos entreveros en que se ven envueltos esos hombres y mujeres que circulan en medio del ámbito artístico».
En una reseña para La Voz del Interior, Roger Koza escribió «Resentimental tiene de todo: chistes groseros, sensiblería, anécdotas cancheras, erotismo de bajísima intensidad, citas cinéfilas, una pizca de incesto, varias frases en inglés y una cantidad de sentencias acerca de la vida».